# Macrogomphus phalantus
Macrogomphus phalantus – gatunek ważki z rodziny gadziogłówkowatych (Gomphidae).